# Orchard Park, New York
Orchard Park är en kommun i Erie County i delstaten New York, USA.